# Kościół św. Piotra i św. Pawła w Porębie Radlnej
Kościół Świętych Apostołów Piotra i Pawła − murowany neoromańsko-neogotycki kościół zbudowany w latach 1904−1905 w Porębie Radlnej.

## Historia budowy
Fundatorami świątyni, jako wotum za narodzenie syna Romana, byli Konstancja z Zamojskich i Eustachy Sanguszkowie, właściciele pobliskich Gumnisk. Projektantem był prof. Jan Sas-Zubrzycki. Kościół konsekrował w 1906 roku biskup tarnowski Leon Wałęga.

## Bryła budynku
Kościół w Porębie Radlnej jest murowaną z cegły (z kamiennymi detalami architektonicznymi), z trójnawową orientowaną bazyliką z transeptem i trójbocznie zamkniętym prezbiterium, do którego przylegają zakrystia od strony północnej i kaplica od strony południowej. Od zachodu korpus świątyni wieńczy czworoboczna wieża nakryta ostrołukowym hełmem. Nad skrzyżowaniem naw znajduje się sygnaturka.

## Wnętrze
Wnętrze kościoła, nakryte sklepieniami krzyżowymi w nawach i prezbiterium, a gwiaździstym na przecięciu nawy głównej z transeptem, urządzone jest głównie w stylu neogotyckim. Ołtarz główny, projektowany prawdopodobnie również przez Jana Sas-Zubrzyckiego, ma umieszczony w polu głównym obraz Matki Bożej Różańcowej, malowany na desce w XVI wieku. Z wyposażenia poprzedniego kościoła parafialnego (rozebranego w 1915 roku) w obecnym zachowały się: kamienna chrzcielnica z początku XVI wieku, ozdobiona herbami Gryf i Leliwa, z barokową pokrywą; obraz św. Józefa z XVII wieku, malowany na desce; dwa konfesjonały i stacje drogi krzyżowej z XVIII wieku. Polichromię wnętrza wykonali w latach 1961−1962 tarnowscy artyści Stanisław Westwalewicz i Jakub Bereś. 

## Organy
Organy zostały zbudowane w 1907 roku przez firmę Rieger z Karniowa. 11 głosów (3 transmisje). Traktura gry i rejestrów: pneumatyczna. Zastosowana registracja: Ped. Subbas 16', Octavbass 8', Man.  Principal 8', Octave 4', Mixtur 4 fach, I-P, Oktawkoppel.  

## Dzwony
Dzwony odlano we włoskim Udine. Jeden z nich o nazwie Constancia pochodzi z 1925, ozdobiony jest 9 płaskorzeźbami. 

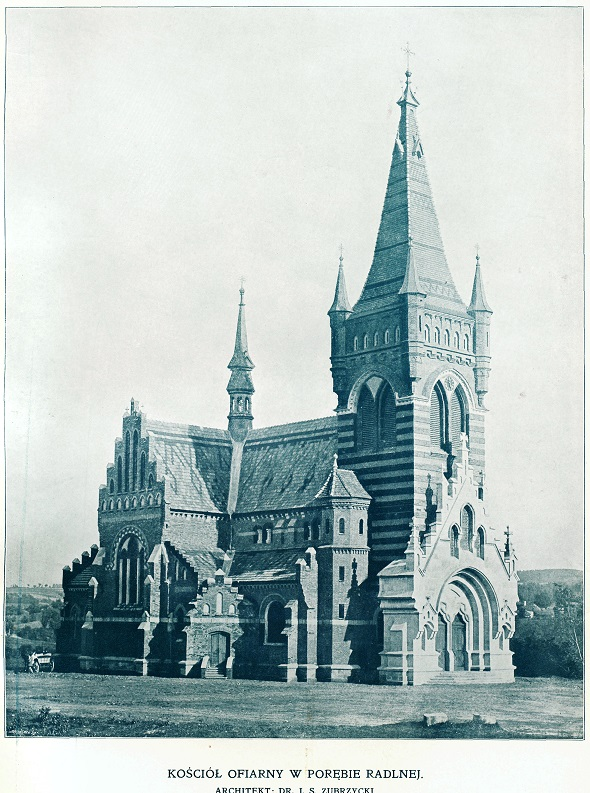
Pierwotny wygląd, zaraz po zakończeniu budowy, 1906 rok
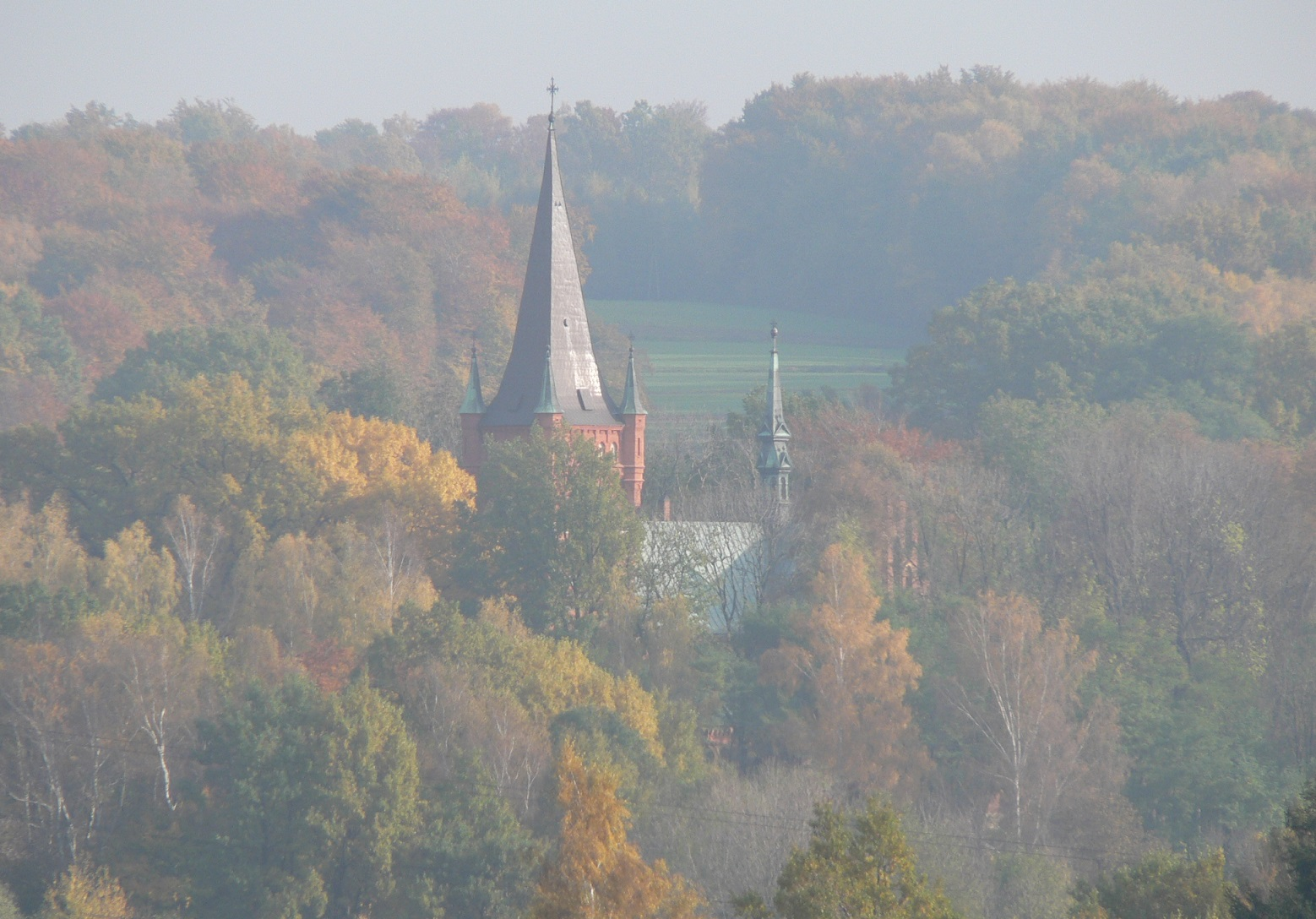
W jesiennych barwach, 2009
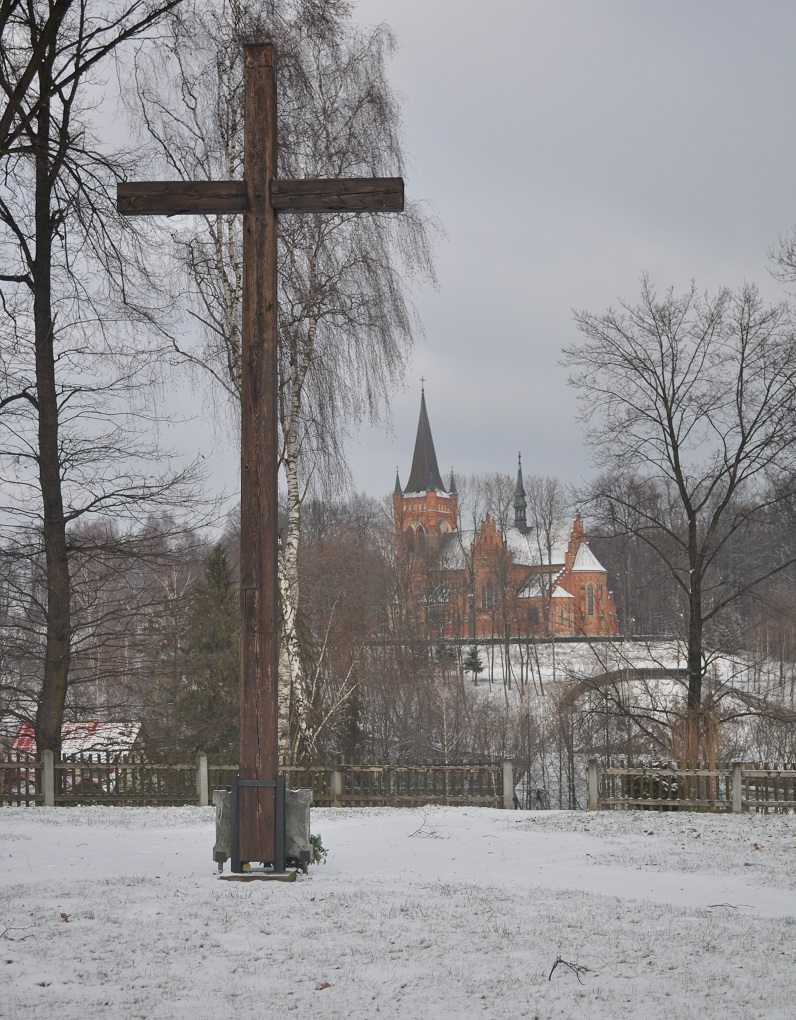
Widok na nowy kościół z tzw. Kościeliska, tj. miejsca po wcześniejszym kościele, rok 2016